# Бхутараджа
Бхутара́джа (IAST: Bhūtarāja «царь духов» или «царь демонов»), также Кхадгара́вана (IAST: Khaḍgarāvaṇa) или Бхутешам (IAST: Bhūteśaṃ) — божество в индуизме, один из спутников Шивы, повелитель духов умерших, привидений, чёрной и белой магии; ассоциируется с одержимостью. Считается, что средневековый вайшнавский ачарья Вадираджа обладал мистическими способностями, благодаря которым Бхутараджа стал его слугой. С его помощью Вадираджа был способен совершить множество чудес и преодолеть различные препятствия, чинимые противниками. Согласно вайшнавскому преданию, Вадираджа, желая установить мурти Тривикрамы, посылает Бхутараджу принести божество из Бадринатха. По пути на Бхутараджу нападает ракшаса, которого тот убивает и вовремя возвращается к началу церемонии установки божества. В Вадираджа-матхе в Содхе, Карнатака, существует посвящённый Бхутарадже храм. Бхутараджа — это также одно из имён Вишну, которое можно перевести как «Господь живых существ».